# Kanton Pradelles
Kanton Pradelles (fr. Canton de Pradelles) je francouzský kanton v departementu Haute-Loire v regionu Auvergne. Tvoří ho 11 obcí.

## Obce kantonu
- Arlempdes
- Barges
- Lafarre
- Landos
- Pradelles
- Rauret
- Saint-Arcons-de-Barges
- Saint-Étienne-du-Vigan
- Saint-Haon
- Saint-Paul-de-Tartas
- Vielprat